# Calamia
Calamia är ett släkte av fjärilar som beskrevs av Jacob Hübner 1821. Calamia ingår i familjen nattflyn, Noctuidae.

## Bildgalleri

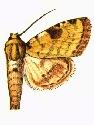
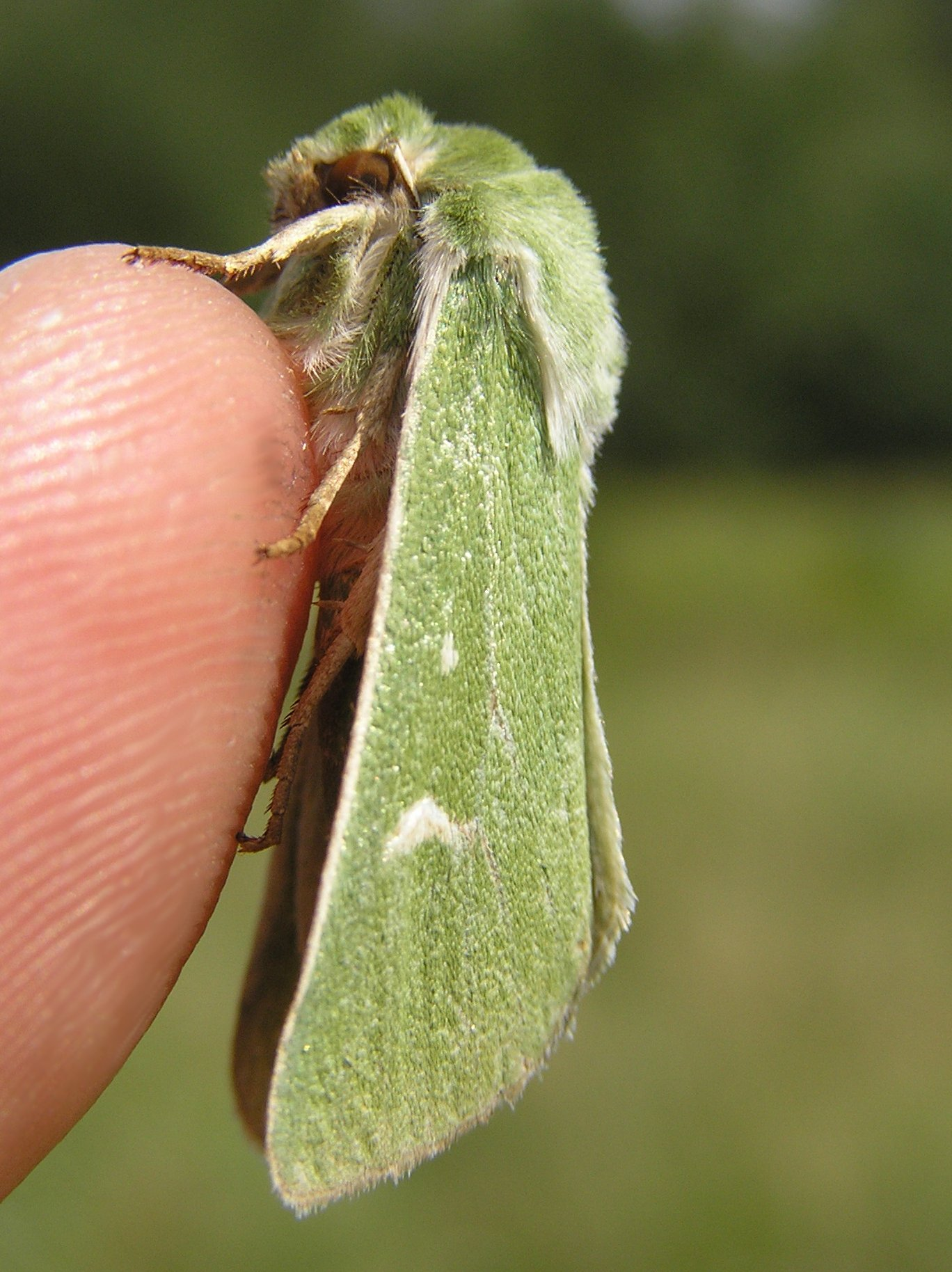

## Dottertaxa tillCalamia, i alfabetisk ordning[1][2]
| Calamia deliciosa   |    |                   |  |  |
| Calamia staudingeri |    |                   |  |  |
| Calamia tridens     | XX | Grönt hedmarksfly |  |  |

| XXXXX | Calamia tridens occidentalis |  |  |  |